# Неманя Видич
Неманя Видич (на сръбски: Немања Видић / Nemanja Vidić) е бивш сръбски футболист, централен защитник.

## Ранни години
Неманя Видич е роден на 21 октомври 1981 г.  в град Титово Ужице, Югославия. Израснал е в бедно семейство. Баща му Драголюб е бил работник в местния завод, а майка му Зора е била чиновничка. Когато е на 7 години, заедно с по-големия си брат Душан започват да тренират в местния отбор Йединство Ужице. С течение на времето Видич прогресира и на 12 години преминава в Слобода Ужице.

### Цървена Звезда
Точно преди 15-ия си рожден ден Неманя Видич подписва с „Цървена Звезда“ и тренира в школата на сръбския гранд. Преминава под наем за една година в Спартак Суботица. След края на периода му под наем той се връща в „Цървена Звезда“ и започва подема в неговата кариера. През сезон 2001 – 2002 става носител на Югославската Купа. Впоследствие Видич става капитан на отбора и с капитанската лента извежда тима си до златен дубъл през сезон 2003 – 2004. По време на престоя му от три години в „Цървена Звезда“ Неманя Видич изиграва 67 мача и вкарва 12 гола, преди да премине в руския гранд „Спартак Москва“.

### Манчестър Юнайтед
След като изиграва само един сезон със „Спартак Москва“, през зимата на 2006 г. подписва с „Манчестър Юнайтед“ за две години и половина. Според треньора сър Алекс Фъргюсън, Видич е „бърз, агресивен централен защитник“ . Цената на трансфера му при „червените дяволи“ е 7 млн. паунда. Дебютира с червената фланелка на 25 януари в полуфинал за Карлинг Къп срещу „Блекбърн Роувърс“, спечелен с 2:1 . Той влиза в последните минути на мястото на Рууд ван Нистелрой. За кратко време Неманя Видич става ключов играч на Манчестър Юнайтед и сър Алекс Фъргюсън започва да го налага като титуляр, като участва във всички мачове до края на сезона с две изключения . Партнира си в центъра на отбраната с Рио Фърдинанд.
На 31 март 2007 г. в мач срещу „Блекбърн Роувърс“ си чупи ключицата и е извън игра в продължение на един месец. Съотборниците му го наричат Вида и е считан за един от най-добрите защитници в Премиършип.
Видич става ключова фигура в играта на Манчестър Юнайтед по време на спечелването на три поредни и общо пет титли на Англия и Шампионската лига през 2008 г.  Напуска отборът на Манчестър Юнайтед на 6 май 2014 г.
Това официално се случва срещу мач от Английската висша лига срещу Хъл Сити на 6 май 2014 г.

### Интер
Защитникът на Манчестър Юнайтед Неманя Видич подписа с италианския Интер за две години.
Новината бе съобщена на официалната страница на „нерадзурите“ в интернет. 32-годишният сръбски бранител преминава в италианския клуб със свободен трансфер през лятото, след като не поднови договора си с „червените дяволи“. По непотвърдена информация Видич ще получава между 3 млн. евро и 3.5 милиона евро годишна заплата на стадион „Сан Сиро“. Той отказа на Монако и Галатасарай, за да носи екипа на трикратния европейски клубен шампион от Милано.

#### Статистика за Манчестър Юнайтед
Статистиката обхваща мачовете за първенство към 2 юли 2014 г. 
| Сезон   | М   | Г  | ЖК | ЧК | П   | Р  | З  | ГЗ  | ГС  | Т   |
| 2013/14 | 25  | 0  | 6  | 2  | 12  | 5  | 8  | 33  | 26  | 41  |
| 2012/13 | 19  | 1  | 2  | 0  | 14  | 3  | 2  | 37  | 14  | 45  |
| 2011/12 | 6   | 0  | 0  | 0  | 5   | 1  | 0  | 7   | 2   | 16  |
| 2010/11 | 35  | 5  | 7  | 1  | 21  | 11 | 3  | 75  | 34  | 74  |
| 2009/10 | 24  | 1  | 8  | 1  | 19  | 2  | 3  | 59  | 16  | 59  |
| 2008/09 | 34  | 4  | 5  | 2  | 26  | 5  | 3  | 63  | 19  | 83  |
| 2007/08 | 32  | 1  | 5  | 0  | 23  | 5  | 4  | 65  | 16  | 74  |
| 2006/07 | 25  | 3  | 7  | 0  | 20  | 3  | 2  | 58  | 16  | 63  |
| 2005/06 | 11  | 0  | 2  | 0  | 9   | 0  | 2  | 26  | 13  | 27  |
| Общо    | 211 | 15 | 42 | 6  | 149 | 35 | 27 | 421 | 156 | 482 |

Легенда
- М – мачове
- Г – голове
- ЖК – жълти картони
- ЧК – червени картони
- П – победи на отбора
- Р – равни на отбора
- З – загуби на отбора
- ГЗ – голове за отбора
- ГС – голове срещу отбора
- Т – точки

## Национален отбор
Неманя Видич прави своя дебют за мъжкия национален отбор в квалификация за Евро 2004 срещу Италия. Част е от „Великолепната четворка“ сръбски защитници, които по време на квалификациите за Световното първенство през 2006 в Германия допускат едва 1 гол (вкаран от Раул). Другите защитници във „Великолепната четворка“ са Ивица Драгутинович (Севиля), Младен Кръстаич (Шалке 04) и Горан Гавранчич (Динамо Киев).
На 24 октомври 2011 година Неманя Видич слага край на кариерата си в националния отбор на Сърбия.
Видич има 56 мача, изиграни за националния отбор. 

## Личен живот
На 15 юни 2006 г. Неманя Видич се жени за Ана Иванович, студентка по икономика в Белградския университет. Двамата имат син на име Лука, който се ражда няколко месеца след сватбата им. На 27 май 2009 г. в деня, в който Манчестер Юнайтед губят финал в Шампионската лига от Барселона, Видич става баща за втори път на момче. Бранителят на Юнайтед е известен с това, че ревниво пази личния си живот от медиите и рядко дава интервюта, в които говори за семейството си. В един от малкото случаи, когато нарушава собствените си правила, Видич споделя, че до голяма степен успехите в кариерата му се дължат на неговата съпруга. „Тя ме разбира най-добре. Знае, че след мач не обичам да говоря с никой и изчаква да ми мине. Нейната подкрепа значи много за мен и именно затова стигнах до нивото, на което се намирам“.

## Отличия
- Шампион на Англия: 5 пъти (2006/07, 2007/08, 2008/09, 2010/11, 2012/13) [1]
- Играч на месеца на Английската висша лига: 1 път (януари 2009) [1]
- Шампионска лига на УЕФА: 2007/08 [3]
- Световно клубно първенство на ФИФА: 2009 [3]